# Повернення у Брайдсгед (фільм)
«Повернення у Брайдсгед» (англ. Brideshead Revisited) — британський фільм-драма 2008 режисера Джуліана Джаррольда. Сценарій Джеремі Брока та Ендрю Девіса базується на однойменному романі англійського письменника Івліна Во (1945). Це наступна екранізація твору після одинадцатисерійної телевистави 1981 р.

## Зміст
Під час другої світової війни капітан Чарльз Райдер перебуває в Англії і керує ротою, яка не бере участі в бойових діях. Він отримує від командування наказ перевезти підлеглих йому солдат на нове місце. Після прибуття на місце призначення капітан виявляє, що опинився в маєтку Брайдсгед — резиденції аристократичної сім'ї Флайт. Його охоплюють спогади про Себастьяна і Джулію Флайт, із якими тісно була пов'язана вся його молодість.